# Детям до 16 (фильм, 2010)
«Детям до 16…» — российский кинофильм в жанре мелодрама, премьера которого состоялась 16 сентября 2010 года.
Третий художественный фильм режиссёра Андрея Кавуна, автора «Охоты на пиранью» и «Кандагара», о молодёжи и для молодёжи.

## Сюжет
Вчерашние школьники Максим, Кирилл, Даша и Лея вступают в новую для себя взрослую жизнь с азартом и максимализмом юности. Один из парней, как водится, скромный и застенчивый, другой — разбитной ловелас. Красавица-блондинка и вдобавок депутатская дочь приводит в компанию мрачную, но умную брюнетку… Все у них сейчас впервые — любовь и секс, ошибки и разочарования, измены и самопожертвование… Они учатся строить отношения и открывают кое-что новое — и не всегда приятное — в себе.

## В ролях
- Дмитрий Кубасов — Кирилл
- Павел Прилучный — Максим
- Лянка Грыу — Дарья
- Анна Старшенбаум — Лея
- Алексей Горбунов — пассажир
- Алексей Шевченков — отец Кирилла
- Олеся (Ольга) Поташинская — мать Кирилла
- Наира Хачатурян — мать Максима
- Владимир Капустин — отец Дарьи
- Анжелика Вольская — мать Дарьи
- Ольга Хохлова — парикмахер
- Дмитрий Прусаков — Ромка

## Награды
Получил 2 приза Одесского международного кинофестиваля в номинациях «Лучший фильм» и «Приз зрительских симпатий».
Анна Старшенбаум за роль Леи в фильме «Детям до 16» получила:
- Приз за лучшую главную женскую роль на фестивале «Окно в Европу» (2010 Выборг);
- Приз за лучшую главную женскую роль на фестивале «Кинорюрик» (2011 Швеция)
- Приз за лучшую главную женскую роль на фестивале «Созвездие» (2011 Россия).
- Приз за лучшую главную женскую роль на фестивале «Отражение» (2011 Москва).